# 张家桢
张家桢，湖南湘潭人，是一名清朝政治人物。
张家桢曾于1827年接替张学仁任福建永安县知县一职，1828由王益谦接任。